# Antònia Abelló Filella
Antònia Abelló Filella (Reus, 12 de setembre de 1913 - 12 de març de 1984) fou activista política, periodista republicana i feminista coneguda també com a pianista i escriptora.
Membre del Foment Nacionalista Republicà el 1932 participava en el grup "Feminal" d'aquest partit. Col·laborà a Foment, La dona catalana i La Jornada, i a la revista Estudis, on signava amb el pseudònim Sònia. En els seus articles i relats curts defensava el paper de la dona en la nova societat republicana, i la definia amb idees pròpies, culta, activa i esportista, preocupada per la cosa pública, participativa, tot i que en preveia els entrebancs.
Treballava com a periodista amb acreditació i carnet de l'Associació de Periodistes de Reus, la primera dona a obtenir-lo. En aquests anys l'Ajuntament de Reus la va becar perquè estudiés música al conservatori del Liceu i va destacar com a pianista. El 1935 es dedicà a la docència de música i de piano a Reus. El 1936 va entrar a treballar a la conselleria de Treball de la Generalitat de Catalunya. Pertanyia a la Unió de Dones de Catalunya, una plataforma unitària de les dones antifeixistes que agrupava dones de diverses ideologies, creada el 1937. Durant la Guerra va escriure al Setmanari Abril, de Barcelona.
El 1939 va ser víctima de la delació, jutjada i condemnada en un consell de guerra pels franquistes i empresonada fins al 1941 al Convent de les Oblates de Tarragona, convertit en presó de dones pel govern de Franco. Se li va prohibir donar classes de música i va treballar a la sedera. Als darrers anys es va dedicar a escriure i el seu relat memorialístic junt a altres columnes literàries i periodístiques van ser publicats per l'Ajuntament de Reus l'any 2009 amb edició i pròleg de Carme Puyol Torres, sota el títol La Sala llarga i altres escrits, una obra en forma de dietari de la seva estada a la presó i de la seva joventut durant la Segona República.
Va morir a Barcelona el 1984 i el seu cos reposa al cementiri de Reus.

## Reconeixement i memòria
Un carrer de la ciutat de Reus, al Barri de la Immaculada, porta el seu nom.
Des de 2007, el Casal de les Dones de Reus, amb el suport de la Regidoria de Participació de l'Ajuntament, convoca el premi de Relats Breus Antònia Abelló Filella, que s'adreça únicament a dones, amb l'objectiu de fomentar i promoure l'escriptura femenina.